# Ministère des Infrastructures (Rwanda)
Pour les articles homonymes, voir Ministère des Infrastructures.
Le ministère des Infrastructures (anglais : Ministry of Infrastructure MININFRA, kinyarwanda : Ministeri y'Ibikorwaremezo) est un ministère du gouvernement rwandais. Fondé en 1962, il a son siège à Kigali.

## Histoire
Le ministère a été fondé à l'indépendance du pays en 1962 sous le nom de « ministère des questions techniques ». En 1965 il a été renommé « ministère des services publics ». Après le coup d'état de Juvenal Habyarimana (1973), il a été renommé « ministère des services publics et de l'énergie », nom qu'il a gardé jusqu'en 1980 et repris après le génocide rwandais de 1994. Renommé encore en 1997 et 1999, il a pris son nom actuel en 2002.